# Philippe Uchan
Philippe Uchan (* 1962 in Toulouse, Frankreich) ist ein französischer Schauspieler.

## Biografie
Philippe Uchan studierte Schauspiel am conservatoire de Toulouse, und ab 1982 für zwei Jahre mit einem Jahr Unterbrechung wegen eines Theaterengagements am Cours Florent in Paris. Im Jahr 1985 schaffte er die Aufnahme eines Schauspielstudiums am Conservatoire national supérieur d’art dramatique. Anschließend begann er regelmäßig beim Theater zu spielen, wobei er in Produktionen von Theaterregisseuren wie Jean-Pierre Vincent, Jean-Luc Tardieu und Pierre Mondy mitwirkte. Für seine Darstellung in David Mamets Glengarry Glenn Ross wurde er 2001 als Bester Nebendarsteller mit dem Theaterpreis Molière nominiert.
Beim Französischen Film war Uchan bereits seit Mitte der 1980er Jahre zu sehen. So spielte er in Kinofilmen wie Das Leben und nichts anderes und Sommerkomödie mit. Außerdem erhielt er für die Darstellung des Bouzigue in Yves Roberts Kinderfilm Das Schloß meiner Mutter als Bester Nachwuchsdarsteller bei der Verleihung des französischen Filmpreises César 1991 eine Nominierung.

## Filmografie (Auswahl)
- 1989: Das Leben und nichts anderes (La vie et rien d'autre)
- 1989: Sommerkomödie (Comédie d’été)
- 1990: Das Schloß meiner Mutter (Le château de ma mère)
- 1992: Ein Affenzirkus (Le bal des casse-pieds)
- 1992: Eine Nacht in Versailles (Versailles Rive Gauche)
- 1994: Die kleinen Freuden des Lebens (Aux petits bonheurs)
- 1996: Bernie
- 1998: Gott allein sieht mich (Dieu seul me voit (Versailles-Chantiers))
- 2005: In äußerster Bedrängnis (Aux abois)
- 2009: Das Konzert (Le concert)
- 2012: Die Köchin und der Präsident (Les saveurs du palais)
- 2013: 9 mois ferme
- 2014: Gemma Bovery – Ein Sommer mit Flaubert (Gemma Bovery)
- 2016: Die Frau aus Brest (La fille de Brest)
- 2017: Au revoir là-haut
- 2017: Call My Agent! (Dix pour cent, Fernsehserie, eine Folge)
- 2019: Willkommen in der Nachbarschaft (Jusqu'ici tout va bien)
- 2020: Was dein Herz dir sagt – Adieu ihr Idioten! (Adieu les cons)
- 2021: Tokio bebt (Tokyo Shaking)
- 2021: Schmetterlinge im Ohr (On est fait pour s’entendre)
- 2022: Die Rumba-Therapie (Rumba la vie)
- 2022: Maria träumt – Oder: Die Kunst des Neuanfangs (Maria rêve)
- 2022: Masquerade – Ein teuflischer Coup (Mascarade)
- 2023: Ein Glücksfall (Coup de chance)
- 2023: Tapie (Miniserie)